# Delhi (Iowa)
Delhi – miasto w Stanach Zjednoczonych, w stanie Iowa, w hrabstwie Delaware. W 2000 liczyło 458 mieszkańców.